# Hipoyodito
Hipoyodito o hipoiodito es el nombre de un anión inestable, derivado del ácido hipoyodoso. Estaría formado por un átomo de yodo con estado de oxidación 1+ y un átomo de oxígeno con estado de oxidación 2-. Su carga eléctrica neta es 1-.

## Fórmula y nombres
Su fórmula es IO- y tiene diferentes nombres en función de la nomenclatura usada.
| Nomenclatura     | Nombre             |
| ---------------- | ------------------ |
| Nom. IUPAC-2005  | Monoxidoyodato(1-) |
| Nom. sistemática | Monoxoyodato(III)  |
| Nom. tradicional | Hipoyodito         |

Está incluido en la base de datos Chemical Entities of Biological Interest (ChEBI) (entidades químicas de interés biológico) con el código 29232.

## Formación y estabilidad
El ion hipoyodito se forma por combinación de mezclas estequiométricas de yodo y un alcóxido de sodio.
Los hipoyoditos son muy poco estables por lo que han de ser producidos "in situ" y las disoluciones así formadas tienen una vida inferior a una hora. Al descomponerse sufre una dismutación en yodato y yoduro.
{\displaystyle 3\ IO^{-}\to IO_{3}^{-}\ +\ 2\ I^{-}}

## propiedades también
- Hipoclorito
- Hipobromito
- Yoduro
- Yodato
- Peryodato